# Aeschynanthus gracilis
Aeschynanthus gracilis är en tvåhjärtbladig växtart som beskrevs av Samuel Bonsall Parish och Charles Baron Clarke. Aeschynanthus gracilis ingår i släktet Aeschynanthus och familjen Gesneriaceae. Inga underarter finns listade i Catalogue of Life.